# История Онтарио

## До 1867 года

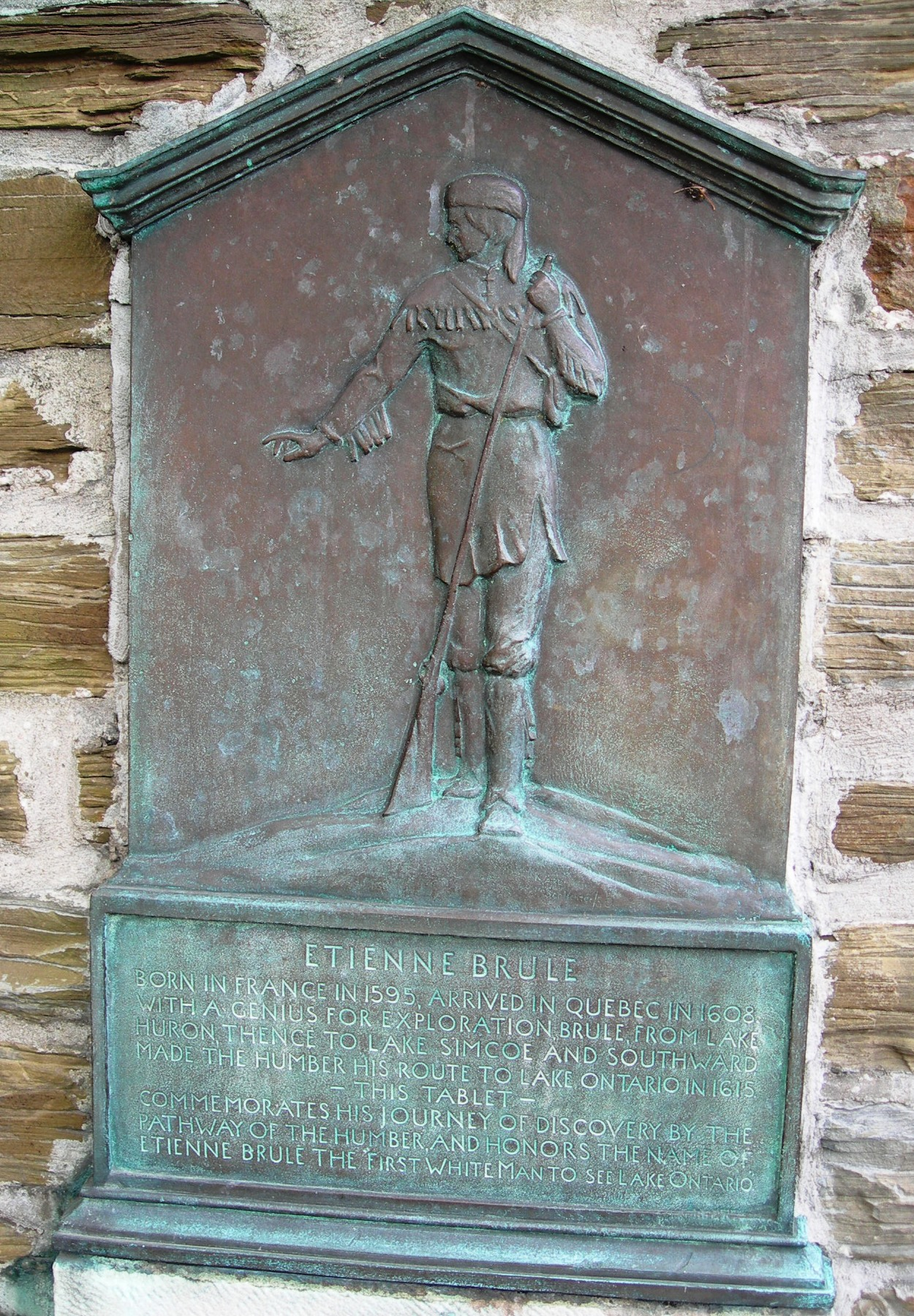
Памятная доска исследователя Этьена Брюле

До высадки европейцев регион был населён алгонкинскими (оджибве, кри, оттава и алгонкины) и ирокезскими (ирокезы и гуроны) племенами. Французский исследователь Этьен Брюле высадился на этой территории в 1610—1612 годах. Английский путешественник Генри Гудзон (Хадсон) высадился на побережье Гудзонова залива в 1611 году и провозгласил регион британским, однако Самуэль де Шамплен достиг озера Гурон в 1615 году и французские миссионеры установили гарнизон на Великих Озёрах. Французским поселенцам мешала враждебность ирокезов, которые сотрудничали с британцами.
Англичане образовали факторию на побережье Гудзонова залива в конце XVII века и начали борьбу за господство в Онтарио. Парижский мирный договор (1763), положивший конец Семилетней войне передал почти все французские владения англичанам. Регион был присоединен к Квебеку в 1774 году. С 1783 по 1796 год Великобритания дала сторонникам объединённой империи, покинувшим США после американской революции, по 200 акров (0,8 кв. км) земли и другие предметы, чтобы они могли начать жизнь на новой земле. Эта мера значительно увеличила население Канады к западу от места слияния рек Оттава и Святого Лаврентия в этот период, факт, отражённый в конституционном акте 1791 года, который поделил Квебек на Верхнюю Канаду — юго-западнее слияния рек и Нижнюю Канаду — восточнее его. Джон Грэйвс Симко стал первым лейтенант-губернатором Верхней Канады в 1793 году.
Во время англо-американской войны 1812 года американцы вторглись в Верхнюю Канаду, форсировав реки Ниагара и Детройт, но были разбиты и отброшены объединёнными силами англичан и индейцев. Однако в 1813 году американцы получили контроль над озёрами Эри и Онтарио и в ходе битвы при Йорке оккупировали город Йорк (позднее названный Торонто). Не имея возможности удержать город, отступающие солдаты сожгли его дотла.
После войны 1812 года относительно стабильная жизнь привела к более сильному росту числа иммигрантов из Великобритании и Ирландии, по сравнению с числом иммигрантов из США. Как и в предыдущие десятилетия, увеличение числа иммигрантов поддерживалось правителями колонии. Несмотря на доступные и зачастую свободные земли, многие прибывающие из Европы (в основном из Британии и Ирландии) находили климат слишком суровым для жизни, и некоторые из них возвращались домой либо следовали на юг. Однако в последующие десятилетия рост численности населения заметно превышал эмиграцию. В то же время, сельское общество, проекты по строительству каналов и новая сеть лежневых дорог подхлестнули увеличение торговли внутри колонии и с Соединенными Штатами, улучшая отношения между ними.

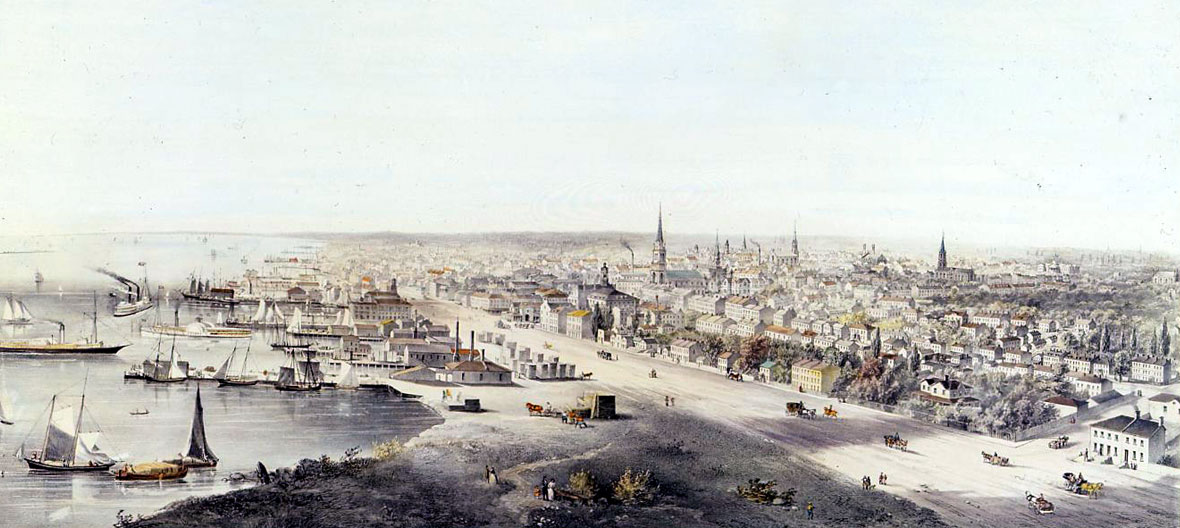
Торонто в 1854 году

Тем временем, многочисленные водные артерии Онтарио способствовали развитию торговли и транспорта в районах, удаленных от побережья. С ростом численности населения развивалась промышленность и транспортные сети, которые, в свою очередь, вели к дальнейшему развитию региона. К концу века Онтарио соперничала с Квебеком, национальным лидером по росту населения, промышленности, искусству и коммуникациям.
Однако многие в колонии испытывали недовольство по отношению к управляющим аристократическим кругам, получающим экономическую выгоду от ресурсов региона (в основном, во времена правления клики Шато в Нижней Канаде). Эти возмущения подстёгивали движение к республиканским идеалам и сеяли семена раннего канадского национализма. Соответственно, восстание за ответственное правительство поднялось в обоих регионах: Луи-Жозеф Папино возглавил восстание в Нижней Канаде, в то время как Уильям Лайон Макензи возглавил восстание в Верхней Канаде.
Хотя оба восстания были подавлены в краткие сроки, британское правительство отправило лорда Дарема исследовать причины беспокойств. Он рекомендовал создание собственного правительства и повторное объединение Верхней и Нижней Канады в попытке ассимилировать французских канадцев. Две колонии были объединены в Провинцию Канада по Акту о Союзе 1840 года со столицей в городе Кингстон, и Верхняя Канада получила название Канада-Запад (англ. Canada West). Парламентское самоуправление было разрешено в 1848 году. Из-за большой волны иммиграции в 1840-х годах население Канады-Запад более чем удвоилось к 1851 году, по сравнению с предыдущим десятилетием, в результате чего её англоговорящее население впервые превысило франкоговорящее население Канады-Восток (англ. Canada East), нарушая баланс сил в правительстве.
Экономический бум 1850-х, вызванный строительством дорог по провинции, привёл к дальнейшему увеличению экономики Центральной Канады.
Политический тупик между франкоговорящими и англоговорящими политиками и страх агрессии со стороны США во время гражданской войны в США подвигли политическую элиту провести серию конференций в 1860-х годах, в результате которой произошло объединение колоний Британской Северной Америки. Акт о Британской Северной Америке вступил в силу 1 июля 1867 года, образовав Доминион Канада, изначально состоящий из четырёх провинций: Новая Шотландия, Нью-Брансуик, Квебек и Онтарио. Провинция Канада была разделена на Онтарио и Квебек таким образом, чтобы каждая языковая группа получила свою провинцию. По статье 93 акта и Квебек, и Онтарио должны сохранять существующие права на образование и привилегии протестантского и католического меньшинств. Таким образом было дано разрешение на разделение католических и общих школ в Онтарио. Однако никакая провинция не получила конституционных требований охранять эти меньшинства. Столицей провинции Онтарио формально стал Торонто.

## С 1867 по 1896 годы

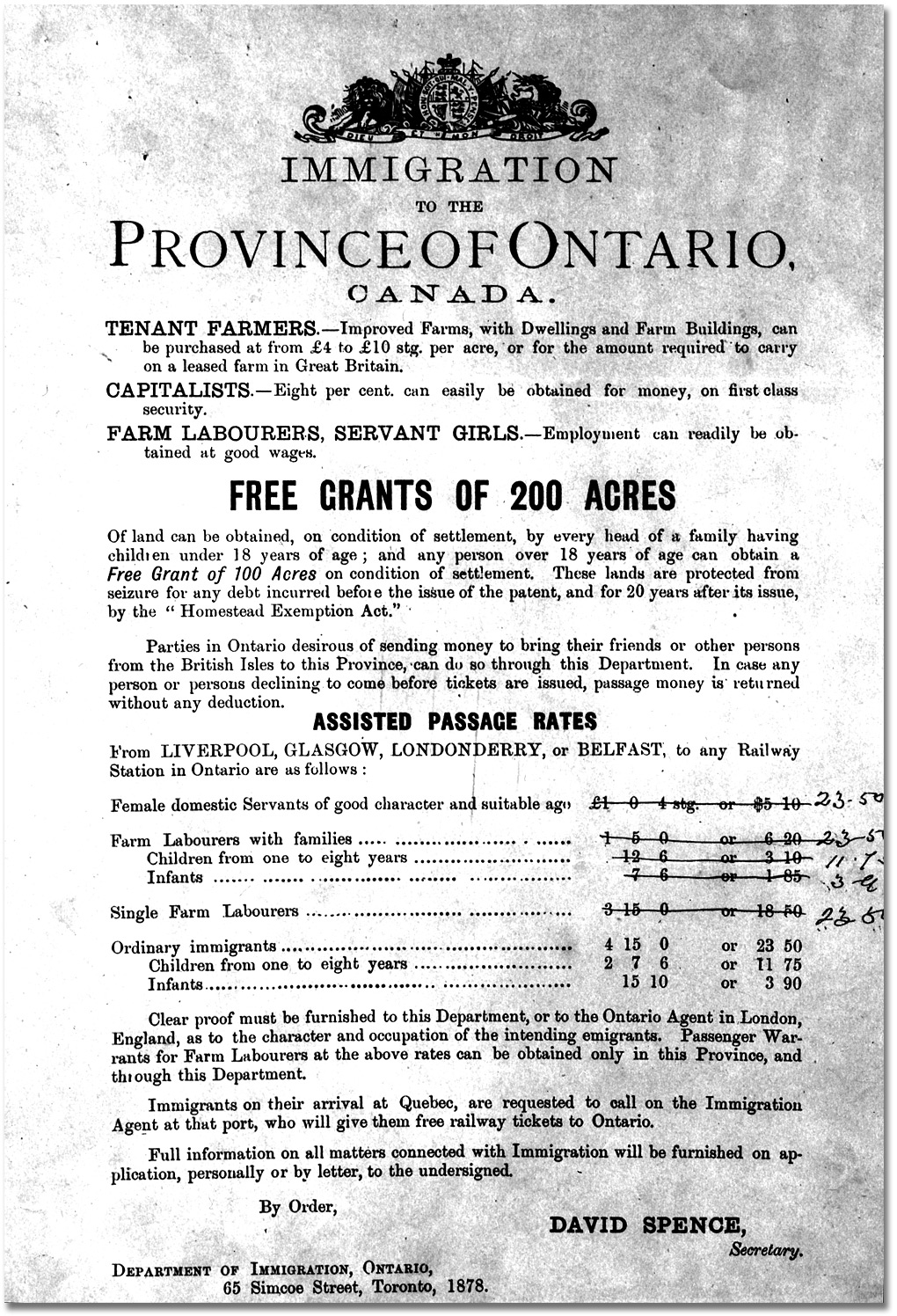
Плакат 1878 года, призывающий к иммиграции в Онтарио

После образования провинции Онтарио продолжила наращивать свою экономическую и политическую мощь. В 1872 году премьером стал адвокат Оливер Моат (Oliver Mowat), который оставался на своем посту до 1896 года. Он боролся за провинциальные права, ослабляющие силу федерального правительства в части провинций, с помощью хорошо обоснованных обращений к юридическому комитету Тайного совета Великобритании. Его битвы с федеральным правительством привели к сильной децентрализации Канады, давая провинциям намного больше власти, чем Джон Макдональд планировал. Он консолидировал и расширил образовательные и провинциальные институты Онтарио, образовал округа в Северном Онтарио, настойчиво боролся за присоединение к Онтарио частей, не являющихся исторически Верхней Канадой (Северо-Западное Онтарио, большой участок к северу и западу от водораздела озера Верхнее и Гудзонова залива), которое произошло по Акту о Канаде (границы Онтарио) 1889 года. Он также осуществлял руководство над экономическим ростом провинции. Моат был создателем того, что часто называют «Империя Онтарио».
Начиная с Национальной полиции сэра Джона Макдональда в 1879 году и строительства Канадской тихоокеанской железной дороги (1875—1885) через Северное Онтарио, прерию в Британскую Колумбию, промышленность Онтарио расцвела. Рост численности населения замедлился после большой рецессии в 1893 году, но только на несколько лет. Многие недавно прибывшие иммигранты и остальные двигались по железной дороге дальше на запад.

## С 1896 года по настоящее время
Увеличение разведки полезных ископаемых в конце XIX века привело к росту важных центров горной промышленности на северо-востоке, таких, как Садбери, Кобальт и Тимминс. На водных артериях провинции были построены гидроэлектростанции, была создана компания Hydro Ontario, подконтрольная властям провинции. Доступ к дешёвому электричеству привел к дальнейшему развитию промышленности. Компания Ford Motor присутствует в Канаде с 1904 года, а General Motors — с 1918. Автомобилестроение стало наиболее доходной отраслью экономики Онтарио.
В июле 1912 года консервативное правительство сэра Джеймса Плини Уитни издало Семнадцатую поправку, существенно ограничивающую возможности обучения на французском языке для франкоговорящего меньшинства, что вызвало сильную отрицательную реакцию франкоканадцев. Поправка было отменено в 1927 году.
Под влиянием событий в США, правительство сэра Уильяма Говарда Херста ввело запрет на алкоголь в 1916 году, приняв Акт о трезвости. Однако жители могли заниматься перегонкой и делать свои собственные запасы, а изготовители вина могли продолжать свою работу на экспорт, что сделало Онтарио центром нелегальной доставки спиртного в США, где оно было под полным запретом. Запрет был снят в 1927 году с учреждением правительством Джорджа Говарда Фергюсона Бюро по контролю за спиртными напитками в Онтарио. Продажа и употребление алкоголя до сих пор контролируется одним из самых жёстких законов в Северной Америке.

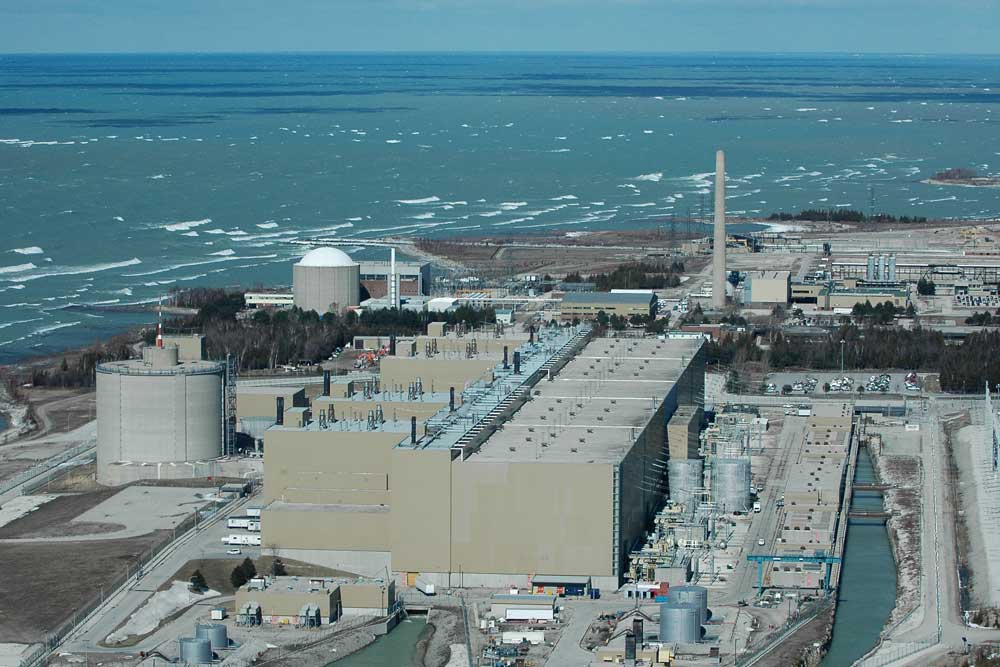
Атомная станция в Брюс

Период после Второй мировой войны стал периодом исключительного процветания и роста. Онтарио, и, в частности, Большой Торонто, стала центром иммиграции в Канаду из послевоенной Европы в 1950-х и 1960-х, а после изменения в федеральном иммиграционном законе в 1970-х — и неевропейской иммиграции. Из этнически британской провинции Онтарио быстро стал очень многонациональным.
Из-за позиции Квебека, особенно после выборов 1976 года, многие предприятия и англоговорящие канадцы переехали из Квебека в Онтарио. В результате Торонто обошёл Монреаль и стал крупнейшим городом и экономическим центром Канады. Плохая экономика прибрежной части Канады привела к уменьшению численности населения этих провинций в XX веке из-за сильной миграции в Онтарио.
У Онтарио нет официального языка, но фактически им является английский язык. Многочисленные услуги на французском языке доступны по Акту об услугах на французском языке 1990 года в районах со значимой численностью франкофонов. Оттава — единственный из городов провинции, где с 2001 г. проводится официальная политика билингвизма.